# Erik Pevernagie
Erik Pevernagie (sinh 1939) là một họa sĩ của Bỉ. Ông có cuộc triển lãm được tổ chức trên toàn thế giới, tại New York, Paris, Berlin, Düsseldorf, Amsterdam, Luân Đôn, Brussels.

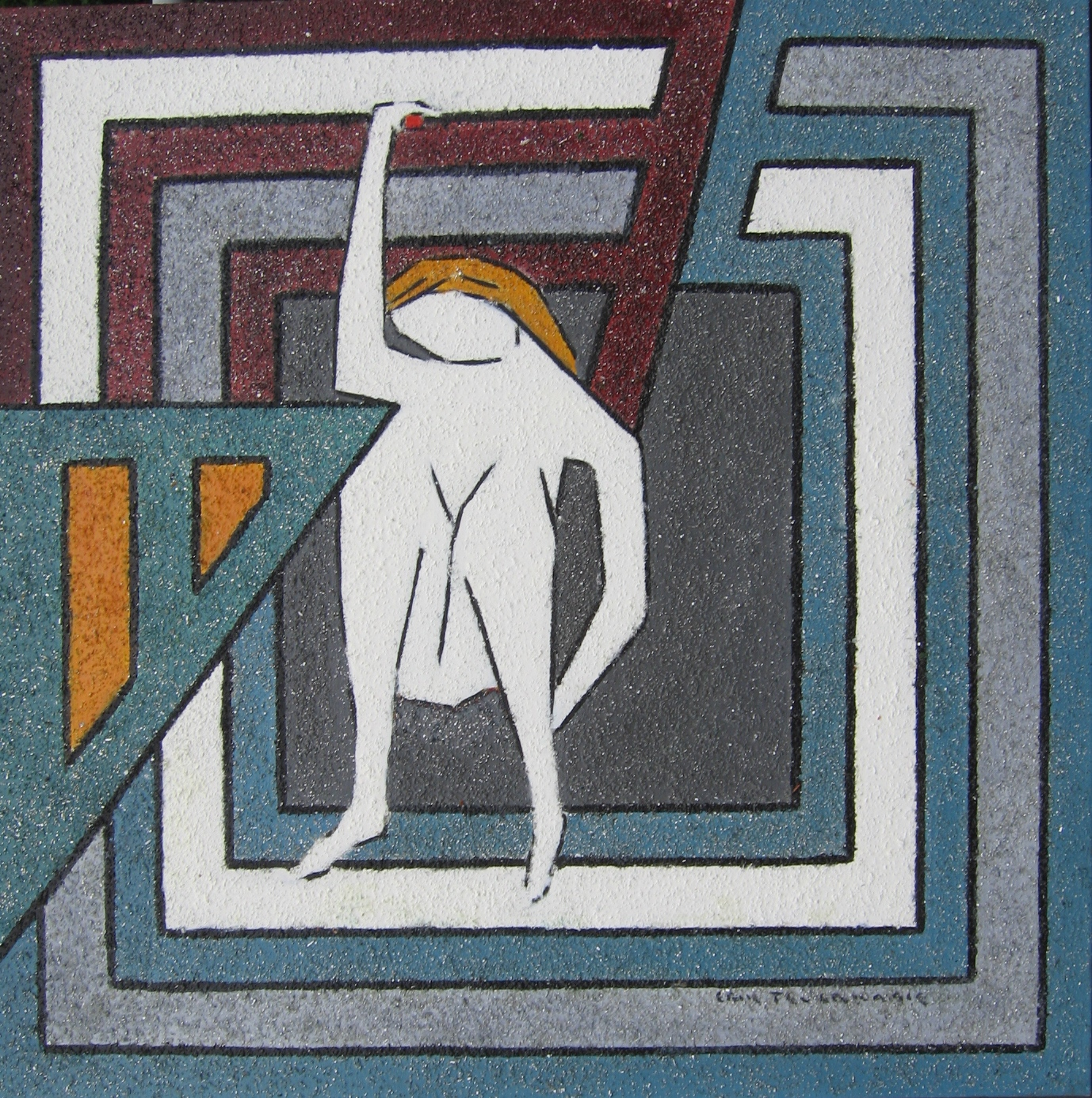
Erik Pevernagie "

## Cuộc đời
Ông đã được nuôi dưỡng ở Brussels - nơi có sự kết hợp và giao thoa giữa hai nền văn hoá (Latin và Đức). Ông là con trai và là học trò của họa sĩ theo chủ nghĩa biểu hiện Louis Pevernagie (1904 - 1970). Người họa sĩ này đã dành cả tuổi thanh xuân của mình sống gần tượng đài Manneken Pis huyền thoại, biểu tượng của thành phố sử dụng hai thứ tiếng này. Ông đã cảm nhận sâu sắc về một thế giới sống động, siêu thực như đã được Michel de Ghelderode miêu tả. Sau khi nghiên cứu sâu rộng về di sản văn hoá của Anglo-Saxon và Đức, ông trở thành Thạc sĩ Ngữ văn Đức tại Trường Đại học Tự Do (Free Univeristy) của Brussels (1961). Ông đã đi khắp thế giới, lấy bằng nghiên cứu sinh tại Trường Đại học Cambridge (Vương Quốc Anh) và trở thành Giáo sư tại Trường Đại học Erasmus.

## Tác phẩm
Erik Pevernagie muốn trở thành một nhân chứng cho thời đại của chúng ta. Ông quan sát thế giới và muốn đưa bằng chứng lên tranh. Ông vẽ những thứ ông quan sát thấy hàng ngày và cho chúng ta thấy chúng khắc sâu vào tâm trí của ông thế nào. Ông miêu tả cách chúng phản ứng trong mê cung trí tưởng tượng của mình. Người họa sĩ này minh họa cho chúng ta thấy ông trải nghiệm với mọi vật/mọi việc thế nào trong môi trường của chúng. Các trải nghiệm này hầu hết không được diễn tả một cách hiện thực. Thay vào đó, ông yêu thích cách trình bày bố cục hình học và đường kẻ.
Rất nhiều lần Pevernagie hướng đến các ý tưởng từ ký ức tập thể của chúng ta. Đối với ông, nghệ thuật được nhìn nhận là một hoạt động xã hội. Ông coi một tác phẩm nghệ thuật như là một cầu nối, một mối liên kết. Nó mang lại các phản ứng tương tác mang tính xã hội. Nó tạo ra xúc cảm. Hơn thế nữa nghệ thuật còn có sức mạnh kích thích trí tuệ và trí tưởng tượng của con người.
Người họa sĩ nói rằng tác phẩm của ông bắt đầu từ các yếu tố có thực rút ra từ cuộc sống hàng ngày hay từ "các sự kiện" đơn giản. Ông thể hiện chúng bằng tranh. Ông đặt chúng trong một bối cảnh cụ thể và lúc đó chúng nhận các nội dung có hai ý nghĩa. Đối với Pevernagie, thực tại là một điểm bắt đầu trong tác phẩm của ông chứ không phải là một mục đích. Các yếu tố thực tế được biến đổi thành vấn đề khó hiểu ẩn giấu đi "nội tại" của sự thể hiện.

## Trích dẫn
"Erik Pevernagie được biết đến nhiều nhất vì sự kết hợp cả hai yếu tố ẩn dụ và trừu tượng trong các tác phẩm của mình. Bắt đầu với một bản vẽ phác hình học đơn giản hay "grafitô", ông xây dựng bề mặt tác phẩm cùng với các chất liệu như tro, cát hay các mảnh kim loại." (Doyle New York)
"‘Con người là trung tâm trong tác phẩm của người họa sĩ này: con người hoà nhập vào môi trường tự nhiên và thậm chí đôi khi bị môi trường này hấp thụ. Mặt khác, ông dường như phủ nhận môi trường đó khi Pevernagie giới thiệu grafitô trong các bức tranh của mình. Ông cũng đang đưa bằng chứng về trạng thái cô độc của con người, sự xa lánh của con người với nhau trong thế giới thành thị." (Từ điển Benezit về Họa sĩ, Paris)
"Nối liền các khoảng cách giữa các thế hệ, các tầng lớp trong xã hội và các dân tộc là một công việc đòi hỏi sự tinh tế. Tuy nhiên Erik Pevernagie có thể đã đạt đến một công thức khả thi để xoá bỏ sự xa lánh thế giới thực tại này. " (Báo International Herald Tribune)
"Bằng việc phủ nhận bất kỳ sự xuất hiện có thật nào về nhân vật và để lại bằng chứng chỉ nhằm trình diễn, người họa sĩ này đã đem đến cho chúng ta một phiên bản của sự trống rỗng của tâm trí. Nhân vật chống anh hùng của ông đã quyết định tạo ra một suy nghĩ hoàn toàn mới và vứt bỏ đi tất cả những gì được gọi là phẩm chất mà một con người có được trong cuộc đời mình." (Christie's, New York, Catalogue).